# Rotherfield
Rotherfield est un village anglais du district de Wealden dans le Sussex de l'Est.
Il y a trois villages dans la paroisse : Rotherfield, Mark Cross et Eridge. La rivière Rother, qui draine une grande partie du comté et se déverse dans le port de Rye, prend sa source sur le côté sud de la colline sur laquelle est construit le village de Rotherfield. 